# Kósztasz Sztafilídisz
Konsztandínosz „Kósztasz” Sztafilídisz (görögül: Κώστας Σταφυλίδης; Szaloniki, 1993. december 2. –) görög válogatott labdarúgó, a VfL Bochum játékosa kölcsönben az 1899 Hoffenheim csapatától.

## Pályafutása

### Klubcsapatokban
A PAÓK akadémiáján nevelkedett, majd itt lett profi játékos is. 2011. november 20-án mutatkozott be a bajnokságban a Panaitolikósz ellen, gólpasszal. 2012 nyarán a német Bayer Leverkusen igazolta le, de kölcsönben egy szezont a görög csapatnál töltött. 2014 júliusában az angol Fulham együttesébe került szintén kölcsönbe. Az angoloknak opciós joguk lett volna a végleges megszerzésre, de nem éltek vele. 2015 nyarán az Augsburg csapatába igazolt. Augusztus 22-én az Eintracht Frankfurt ellen mutatkozott be a bajnokságban. 2018 januárjában az angol Stoke City csapatához került kölcsönben. 2019 nyarán igazolt a német TSG 1899 Hoffenheim csapatához. Augusztus 24-én debütált a Werder Bremen ellen a bajnokságban. 2020. január 18-án megszerezte első bajnoki gólját a klubban az Eintracht Frankfurt ellen 2–1-re elvesztett bajnoki találkozón. Szeptember 6-án vállsérülést szenvedett, ami miatt több hónapos kihagyásra kényszerült, majd edzés közben sípcsont fennsík törést szenvedett. 2021 augusztusában egy szezonra kölcsönbe került a VfL Bochum csapatához. Augusztus 21-én debütált az 1. FSV Mainz 05 elleni bajnoki mérkőzésen.

### A válogatottban
Részt vett a 2011-es és a 2012-es U19-es labdarúgó-Európa-bajnokságon, utóbbin ezüstérmesek lettek. A 2013-as U20-as labdarúgó-világbajnokságon csapatkapitánya volt a válogatottnak. 2012. november 14-én debütált a felnőtt válogatottban az Írország elleni felkészülési mérkőzésen, amelyet 1–0-ra megnyertek. 2015. október 11-én Magyarország elleni Európa-bajnokság selejtező mérkőzésén 4–3-ra nyertek és megszerezte az első gólját ezen a találkozón. Egy évvel később a világbajnoki selejtezők során Észtország ellen is eredményes tudott lenni.

## Statisztika

### Klub
2021. december 18-án lett frissítve.
| Klub                | Szezon           | Bajnokság          | Bajnokság | Bajnokság | Kupa  | Kupa  | Nemzetközi | Nemzetközi | Egyéb | Egyéb | Összesen | Összesen |
| Klub                | Szezon           | Osztály            | Mérk.     | Gólok     | Mérk. | Gólok | Mérk.      | Gólok      | Mérk. | Gólok | Mérk.    | Gólok    |
| ------------------- | ---------------- | ------------------ | --------- | --------- | ----- | ----- | ---------- | ---------- | ----- | ----- | -------- | -------- |
| PAÓK                | 2011–12          | Superleague Greece | 16        | 0         | 1     | 0     | 3          | 0          | 0     | 0     | 20       | 0        |
| PAÓK                | 2012–13          | Superleague Greece | 21        | 1         | 3     | 1     | 0          | 0          | 0     | 0     | 24       | 2        |
| PAÓK                | Összesen         | Összesen           | 37        | 1         | 4     | 1     | 3          | 0          | 0     | 0     | 44       | 2        |
| Bayer Leverkusen    | 2013–14          | Bundesliga         | 1         | 0         | 0     | 0     | 0          | 0          | 0     | 0     | 1        | 0        |
| Bayer Leverkusen II | 2013–14          | Regionalliga West  | 8         | 1         | —     | —     | —          | —          | 0     | 0     | 8        | 1        |
| Fulham              | 2014–15          | Championship       | 38        | 0         | 4     | 0     | —          | —          | 2     | 0     | 44       | 0        |
| FC Augsburg         | 2015–16          | Bundesliga         | 11        | 1         | 1     | 0     | 4          | 0          | 0     | 0     | 16       | 1        |
| FC Augsburg         | 2016–17          | Bundesliga         | 27        | 4         | 2     | 0     | —          | —          | 0     | 0     | 29       | 4        |
| FC Augsburg         | 2017–18          | Bundesliga         | 2         | 0         | 0     | 0     | —          | —          | 0     | 0     | 2        | 0        |
| FC Augsburg         | 2018–19          | Bundesliga         | 12        | 0         | 1     | 0     | —          | —          | 0     | 0     | 13       | 0        |
| FC Augsburg         | Összesen         | Összesen           | 52        | 5         | 4     | 0     | 4          | 0          | 0     | 0     | 60       | 5        |
| Stoke City          | 2017–18          | Premier League     | 5         | 0         | 0     | 0     | —          | —          | —     | —     | 5        | 0        |
| Stoke City          | Összesen         | Összesen           | 5         | 0         | 0     | 0     | 0          | 0          | 0     | 0     | 5        | 0        |
| TSG 1899 Hoffenheim | 2019–20          | Bundesliga         | 7         | 1         | 0     | 0     | —          | —          | —     | —     | 7        | 1        |
| TSG 1899 Hoffenheim | 2020–21          | Bundesliga         | 0         | 0         | 0     | 0     | 0          | 0          | —     | —     | 0        | 0        |
| TSG 1899 Hoffenheim | Összesen         | Összesen           | 7         | 1         | 0     | 0     | 0          | 0          | —     | —     | 7        | 1        |
| VfL Bochum          | 2021–22          | Bundesliga         | 14        | 0         | 1     | 0     | —          | —          | —     | —     | 15       | 0        |
| VfL Bochum          | Összesen         | Összesen           | 14        | 0         | 1     | 0     | 0          | 0          | 0     | 0     | 15       | 0        |
| Karrier összesen    | Karrier összesen | Karrier összesen   | 162       | 8         | 13    | 1     | 7          | 0          | 2     | 0     | 184      | 9        |

### Válogatott
2020. szeptember 6-án lett frissítve.
| Nemzet      | Évek     | Pályára lépések | Gólok |
| ----------- | -------- | --------------- | ----- |
| Görögország |          |                 |       |
| 2012        | 1        | 0               |       |
| 2014        | 1        | 0               |       |
| 2015        | 4        | 1               |       |
| 2016        | 9        | 1               |       |
| 2017        | 7        | 0               |       |
| 2018        | 2        | 0               |       |
| 2019        | 7        | 0               |       |
| 2020        | 1        | 0               |       |
| összesen    | összesen | 32              | 2     |

### Válogatott góljai
2016. október 11-én frissítve.
| #  | Időpont           | Helyszín                                    | Ellenfél     | Gólok | Eredmény | Kiírás                             |
| -- | ----------------- | ------------------------------------------- | ------------ | ----- | -------- | ---------------------------------- |
| 1. | 2015. október 11. | Karaiszkákisz Stadion, Pireusz, Görögország | Magyarország | 1–0   | 4–3      | 2016-os Európa-bajnokság selejtező |
| 2. | 2016. október 10. | A. Le Coq Aréna, Tallinn, Észtország        | Észtország   | 2–0   | 2–0      | 2018-as világbajnokság-selejtező   |